# Agudo
Agudo és un municipi de la província de Ciudad Real a la comunitat autònoma de Castella-La Manxa.